# 法勒龙河
法勒龙河（法語：Falleron，法語發音：[falʁɔ̃]）是法国卢瓦尔河地区大区大西洋卢瓦尔省与旺代省的沿海河流，长52千米，发源自格朗朗德，于布尔讷夫湾流入大西洋。